# Droit irrévocable d'usage
Pour les articles homonymes, voir DIU et IRU.
Le droit irrévocable d'usage ou DIU (en anglais, Indefeasible rights of use ou IRU)  est un  droit régi par contrat entre les opérateurs d'un câble de communication — tel qu'un câble sous-marin ou un réseau de fibre optique — et un client.
Le DIU est le droit exclusif, sans restriction et imprescriptible, d'utiliser une capacité utile (que ce soit du matériel, des fibres ou une capacité nominale) à toutes fins légales.
Il se réfère à la bande passante achetée après bonne fin d'un accord de construction de maintenance d'un système de câbles sous-marins à l'un des propriétaires ou après que le système soit entré en service lorsqu'il reste une capacité disponible. Le DIU peut également être achetée à une personne qui en est titulaire.
L'anglicisme IRU pour « Indefeasible rights of use » peut aussi être rencontré en lieu et place de DIU.

## Aspects juridiques
Le droit d'utilisation est imprescriptible, de sorte que la capacité achetée est également irréversible et que les coûts d'entretien engagés deviennent exigibles sans possibilité de refus. L'« Utilisateur d'IRU » peut inconditionnellement et exclusivement utiliser la capacité disponible du réseau de fibres du cessionnaire du DIU pour la période de temps spécifiée.
En plus clair, l'achat d'un DIU donne à l'acheteur le droit d'utiliser une certaine capacité sur un système de câble de télécommunications, y compris de louer cette capacité à un tiers.  Cependant, ce droit s'accompagne d'une obligation de payer une partie du coût d'exploitation et une proportion similaire des coûts d'entretien du câble, y compris tous les frais encourus pour réparer le câble le cas échéant. Les entreprises qui louent une ligne entre, par exemple, Londres et New York n'achètent pas un DIU - elles louent une capacité à une entreprise de télécommunications qui peut se la procurer en louant une plus grande capacité à une autre société (et ainsi de suite), jusqu'à ce que la chaîne de contrats aboutisse à une entreprise finale qui dispose d'un DIU, ou détienne en propriété exclusive un système de câble.

## Histoire
Les premiers DIU datent d'AT&T, qui a permis à ses concurrents d'accéder à travers ce dispositif à des câbles sous-marins coûteux qu'elle était seule en mesure de construire. Il a pu exister des doutes sur la bonne imputation comptable des DIU lors de la conclusion d'une cession de ces droits entre entreprises. Un DIU étant techniquement un droit à une partie physique d'un câble souterrain, il peut être considéré comme un actif. Autrement dit, son coût n'entre pas dans le calcul du résultat d'exploitation de l'entreprise, mais se présentent sous la forme d'un actif immobilisé

## Fibre optique (technologie et aspects pratiques)
Le DIU de Fibre optique noire désigne le droit exclusif, sans restriction, et imprescriptible d'utiliser un, une paire, ou plusieurs brins de fibres d'un câble de fibre à des fins légales.
L'achat en gros de fibre noire est normalement effectué au moyen de DIU. Les propriétaires de câbles en fibres ne vendent généralement pas leurs fibres, mais  en commercialisent l'usage pour un maximum de 20 ans pour une utilisation sans restriction. 10 à 25 ans correspond à une durée de vie typique des fibres optiques des systèmes de câblodistribution. Le coût initial pour l'achat d'un DIU de 20 ans peut être un investissement ponctuel. Il sera normalement associé à des obligations en cours pour la maintenance partagée. Habituellement, le DIU peut être considéré comme un actif physique, qui peut être revendu, commercialisé ou utilisé à titre de garantie.
Pour des raisons réglementaires, seuls des opérateurs titulaires d'une licence peuvent maintenir les infrastructures et au droit de pose. Avec un contrat de DIU, l'utilisateur du droit peut de manière inconditionnelle utiliser exclusivement une ou plusieurs fibres du réseau de fibre optique du cessionnaire pour une longue période de temps. 
Dans ce cas, la fibre noire est encore appelée "noire" car elle est activée par le locataire et non par le propriétaire du câble.
Le contrat de DIU définit des spécifications techniques détaillées et de performance pour les câbles en relevant. Plus précisément, il comprend les procédures d'acceptation de la fibre noire et les procédures d'essai, la description de l'itinéraire physique de la fibre noire, les spécifications d'exploitation pour l'infrastructure de la fibre noire, les spécifications de performance (atténuation, dispersion chromatique, dispersion des modes de polarisation, pertes  optiques), la maintenance et les conditions de restauration. Ces termes doivent être valides pour toute la durée du contrat de DIU. En outre, il comprend des actions spécifiques et des procédures en cas de changements sur le réseau de fibres constituant l'objet du DIU, ou de dégradation des performances des fibres.

## Aspects économiques
Les modalités de paiement du DIU comportent généralement les composantes suivantes :
- Un paiement forfaitaire correspondant au coût de la construction de la fibre noire et de l'utilisation de l'infrastructure de fibre noire pour la durée du DIU. Ce paiement représente habituellement la plus grande partie du budget du contrat.
- Une redevance périodique (par exemple annuelle) correspondant à des services de maintenance fournis à l'utilisateur du droit par le concédant. Celle-ci est habituellement fixe ou légèrement progressive, pour tenir compte de l'inflation[4].